# Annamária Vicsek

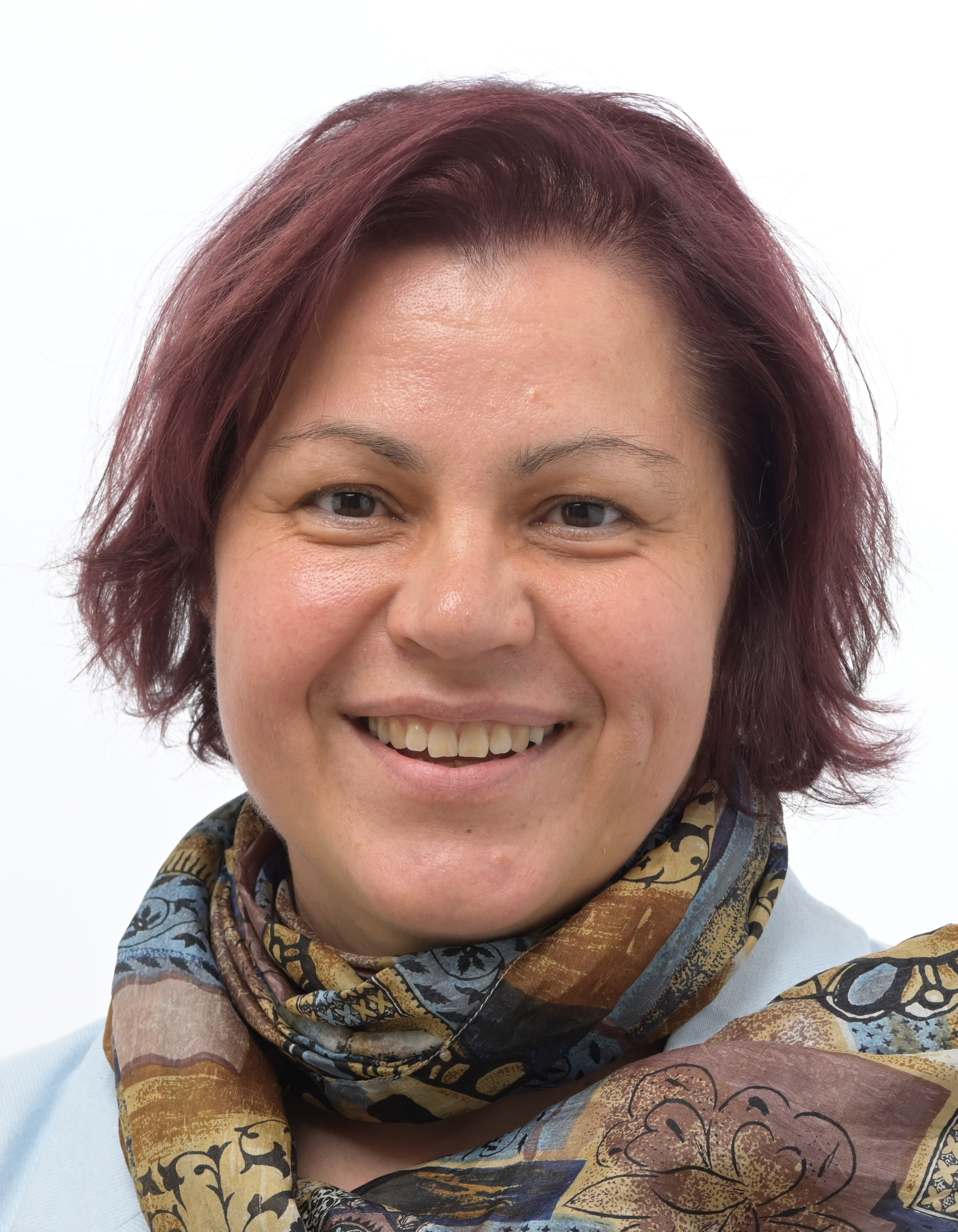
Annamária Vicsek (2024)

Annamária Vicsek, serbisch-kyrillisch Анамарија Вичек (* 9. Februar 1973 in Subotica) ist eine serbisch-ungarische Pädagogin und Politikerin; sie ist seit 2024 Abgeordnete im Europäischen Parlament.

## Werdegang
Annamária Vicsek lebte bis zu ihrem 18. Lebensjahr in Novi Sad, wo sie die allgemeinbildende und eine Gesundheitsfachschule besuchte. Nach einer Ausbildung zur Logopädin in Budapest absolvierte sie ein Studium der Pädagogik an der Eötvös-Loránd-Universität. Bis 2007 arbeitete sie in Budapest als Logopädin. Nach ihrer Rückkehr nach Novi Sad begann sie, sich für die Stärkung der ungarischen Gemeinschaft und insbesondere für die Aufrechterhaltung der ungarischen Sprachbildung einzusetzen. 2008 wurde sie Mitglied der Partei Vajdasági Magyar Szövetség (VMSZ). In den Jahren von 2010 bis 2014 war sie als Leiterin der Schulungsabteilung des Pädagogischen Instituts der Vojvodina tätig, wo sie die berufliche Weiterbildung für Lehrer betreute und als Herausgeberin und Autorin von pädagogischen Hand- und Fachbüchern für Schulen und Kindergärten wirkte. Im Jahr 2014 wurde sie als Vertreterin der Partei VMSZ in das serbische Parlament gewählt. Sie war Mitglied in den bildungs- und sozialpolitischen Ausschüssen. Ab 2016 war sie Staatssekretärin im Bildungsministerium und dort mit den Themen Menschen- und Minderheitenrechte, inklusive Bildung und Bildung Benachteiligter betraut. Im Jahr 2019 kam sie in den Vorstand der Partei VMSZ und wurde im Jahr 2023 zur stellvertretenden Parteivorsitzenden gewählt. 2024 kandidierte sie auf Platz acht der Liste des Parteienbündnisses Fidesz-KDNP bei der Europawahl und erhielt so einen Sitz als Abgeordnete im Europäischen Parlament.
Annamária Vicsek besitzt sowohl die serbische wie die ungarische Staatsbürgerschaft, ist Mutter von zwei Kindern und spricht neben Ungarisch und Serbisch, Englisch und Deutsch.